# Felix Engström
Felix Olof Engström, född 3 september 1968 i Engelbrekts församling i Stockholms län, är en svensk skådespelare.

## Biografi
Felix Engström är son till skådespelarna Stig Engström och Anneli Martini. Han är gift med Lydia Engström och har två barn sedan tidigare.
Felix Engström utexaminerades från Teaterhögskolan i Stockholm 1993. Han har bland annat varit verksam vid Stockholms stadsteater, Teater Galeasen  och Södra Teatern.
2006 medverkade Felix Engström i Alla mina söner på Stockholms stadsteater. 2007 gav han tillsammans med Lina Englund föreställningen Stitching av Anthony Nielsen och i regi av Annika Hallin. Den spelades i Kulturhusets källare under Sergels torg av teaternätverket Limbo och var en av de första föreställningar som gjordes i denna lokal. Samma år spelade Engström även Herr Gauleiter Zeller i uppsättningen Sound of Music på Göta Lejon.
2013 medverkade Engström i teateruppsättningen Dream Business i regi av Michaela Granit och scenografi av Karin Lind på Orionteatern. 2014 medverkade han i musikalen Svenskbyborna, med text av Carsten Palmaer och musik av Mathias Lundqvist, regisserad av Eva Gröndahl, på Länsteatern på Gotland.

## Filmografi
- 1978 – Man måste ju leva...
- 1992 – Ha ett underbart liv
- 1994 – Den vite riddaren
- 1996 –  Vinterviken
- 1997 – Rederiet
- 1998 – Aspiranterna
- 1999 – Jakten på en mördare
- 2000 – Brottsvåg (TV-serie)
- 2001 – Kattbreven
- 2003 – Paragraf 9 (TV-serie)
- 2006 – Berättelsen om Narnia: Häxan och lejonet (röst som Aslan)
- 2007 – Höök (Hemligheter)
- 2007-2008 – Svensson, Svensson - Roll: John Franzén
- 2007 – Beck – Advokaten - Roll: Viggo Andersson
- 2008 – Berättelsen om Narnia: Prins Caspian (röst som Aslan)
- 2010 – Himlen är oskyldigt blå
- 2012 – Nobels testamente
- 2012 – Prime Time
- 2012 – Studio Sex
- 2012 – Den röda vargen
- 2012 – Livstid
- 2012 – En plats i solen
- 2013 – Molanders
- 2013 – Tyskungen
- 2013 – Skumtimmen
- 2013 – Frost (röst som Arendals kung)
- 2014 – Miraklet i Viskan
- 2015 – Jordskott
- 2016 – Zootropolis (röst som polischef Bogo)
- 2015 – Morden i Sandhamn (TV-serie)
- 2017 – Innan vi dör (TV-serie)
- 2017 – Bonusfamiljen (TV-serie)
- 2017 – Borg
- 2019 – Frost 2 (röst som Arendals kung)
- 2020 – Tunn is (TV-serie)
- 2020 – Pokémon: Mewtwo strikes back -evolution (berättarröst)

## Teater

### Roller (ej komplett)
| År   | Roll           | Produktion                             | Regi           | Teater                 |
| ---- | -------------- | -------------------------------------- | -------------- | ---------------------- |
| 1994 |                | A Clockwork Orange Anthony Burgess     | Dag Norgård    | Norrbottensteatern     |
| 2002 | Marco          | Utsikt från en bro Arthur Miller       | Carl Kjellgren | Stockholms stadsteater |
| 2002 | Konungen       | Mio, min Mio Kristina Lugn             | Stina Ancker   | Stockholms stadsteater |
| 2002 | Charles Audrey | Som ni vill ha det William Shakespeare | Johanna Garpe  | Stockholms stadsteater |